# Kościół św. Jakuba Starszego w Lubichowie
Kościół świętego Jakuba Starszego – rzymskokatolicki kościół parafialny należący do parafii pod tym samym wezwaniem (dekanat Skórcz diecezji pelplińskiej).
Obecna świątynia w stylu neobarokowym została wybudowana w 1931 roku. Posiada starsze wyposażenie pochodzące z dwóch wcześniejszych kościołów drewnianych. W ołtarzu głównym widnieje olejny obraz przedstawiający św. Jakuba Większego Apostoła, zza którego, po odsłonięciu ręką, ukazuje się figura Matki Boskiej Lubichowskiej z Dzieciątkiem Jezus, pochodząca z XIV wieku. W świątyni znajduje się też gotycki kielich (wykonany przed 1586 rokiem) oraz pacyfikał wykonany ze srebra w 1713 roku.